# Fryderyk Szembek

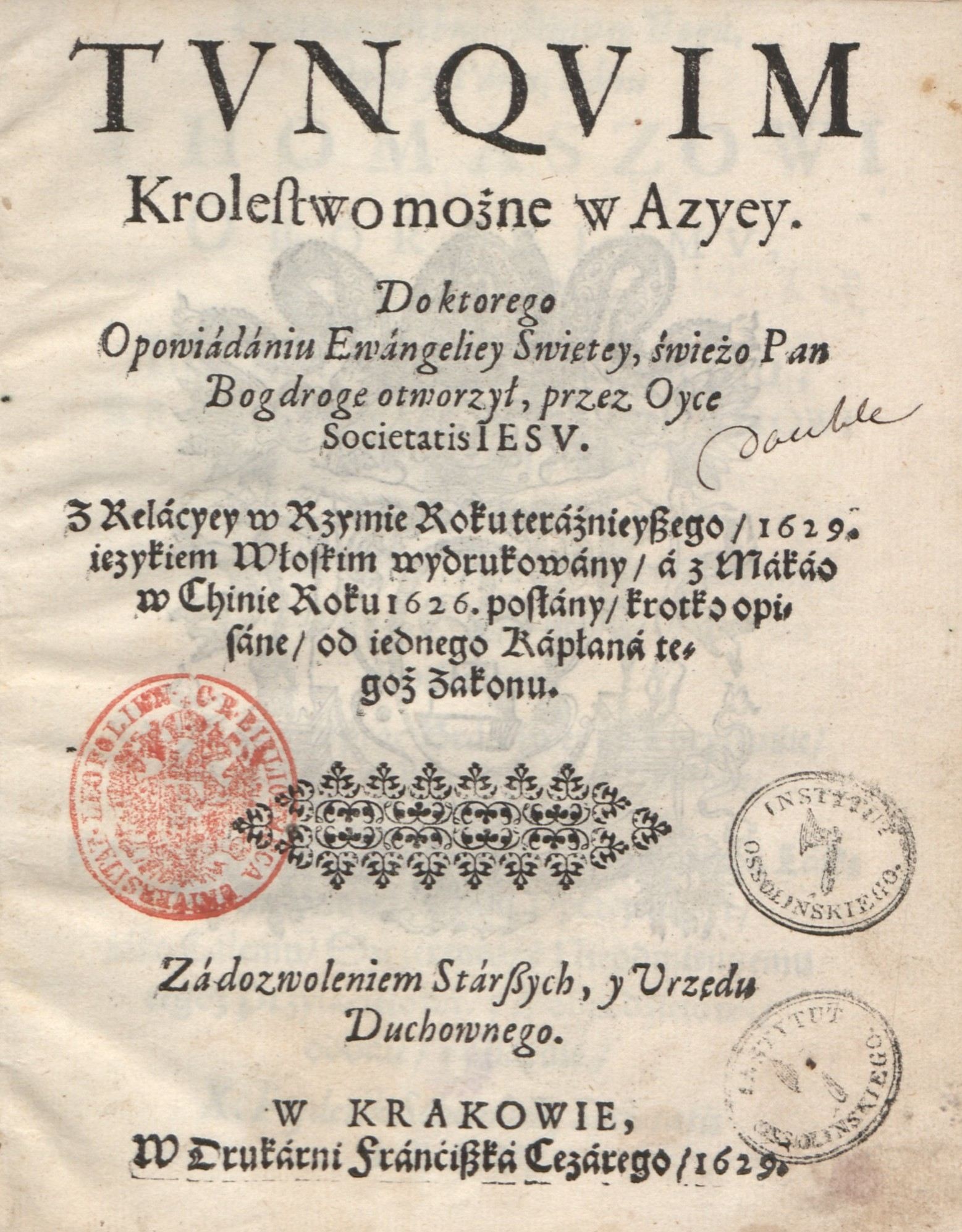
Tvnqvim, krolestwo mozne w Azyey, tłum. Fryderyk Szembek, 1629

 Fryderyk Szembek, pseud. literacki Józef Pięknorzecki,  (ze  Słupowa), herbu własnego, (ur. 1575 w Krakowie, zm. 10 stycznia 1644 w Toruniu) – polski ksiądz,  jezuita krakowski, historyk kościoła, teolog, autor i tłumacz dzieł polemicznych i żywotów świętych.

## Życiorys
W 1590 zapisał się na Akademię Krakowską, gdzie w 1592 ukończył retorykę. W latach 1594–1598 studiował w Rzymie filozofię a następnie do 1600 teologię. 2 lutego 1597 wstąpił do zakonu jezuitów, 8 kwietnia 1601 przyjmując święcenia kapłańskie. W 1609 osiadł w Krakowie gdzie przez kolejne lata prowadził spór z Akademią Krakowską o sposób nauczania i prawo do prowadzenia szkół przez Jezuitów. Pod jego kierunkiem wykonywano prace renowacyjne kaplicy na Wawelu rozpoczęte w 1613.
Prawdopodobnie  z  polecenia Zygmunta Wazy napisał  żywot Doroty z Mątowów, Juty z Chełmży i Jana Łobdowczyka.
W pierwszych latach panowania Władysława IV do Kwidzyna skierowano go jako specjalnego wysłannika, z Torunia. W 1637 wyruszył do Kwidzyna. W zaniedbanym i uszkodzonym kościele katedralnym miał odszukać grobowiec, gdzie przed prawie 100 laty złożono szczątki mistyczki – błogosławionej Doroty z Mątowów. Zakończyła się ta misja przywiezieniem paru cegieł z celi, które jako relikwie zostały uroczyście złożone w kościele św. Jana.
W 1628 wydał on w Krakowie dzieło pt. „Tybet Wielkie Państwo w Azyey” portugalskiego jezuity Antonio de Andrade (1580–1634), który od roku 1600 przebywał w indyjskim centrum chrześcijaństwa, Goa.
W 1627, pod pseudonimem Jan Pięknorzecki, wydał "Gratis plebański, gratis wyćwiczony w jezuickich szkołach krakowskich", będący odpowiedzią na antyjezuicki pamflet "Gratis" autorstwa Jana Brożka.
Został pochowany w kryptach kościoła św. Janów w Toruniu.